# Maren-Inken Bielenberg

Unterschrift von Maren-Inken Bielenberg

Maren-Inken Bielenberg (* 1944) ist eine ehemalige deutsche Kinderdarstellerin aus München.

## Leben
Bielenberg, die aus München stammte, stand in den 1950er Jahren als Kind mehrere Male für Kinoproduktionen vor der Filmkamera. In der Märchenverfilmung Hänsel und Gretel (1954) spielte sie neben Barbara Gallauner (Hexe) die Gretel. Im Oktober selbigen Jahres hatte der Märchenfilm Rotkäppchen, in dem sie an der Seite von Ellen Frank (Großmutter) und Ellinor von Wallerstein (Mutter) in der Titelrolle zu sehen war, im Capitol am Zoo in West-Berlin seine Kino-Premiere.
In der Filmkomödie Zärtliches Geheimnis (1956) war sie als Filmtochter von Irene von Meyendorff zu sehen. 1957 spielte sie die dreizehnjährige Traudl in dem Spielfilm Vater sein dagegen sehr, dessen Außenaufnahmen teils im ländlichen Mainfranken entstanden. Sie verkörperte im Film die Nichte des von Heinz Rühmann gespielten Schriftstellers Lutz Ventura, der Traudl und ihren Bruder Rudi für einige Zeit bei sich aufnimmt. Nachdem im Sommer 1957 in der Main-Post ein längerer Artikel über Bielenbergs Filmpartner, den achtjährigen Jungschauspieler Rolf Pinegger erschienen war, in dem Bielenberg aus ihrer Sicht nicht ebenso groß gewürdigt wurde wie ihr Filmbruder, reiste Bielenberg gemeinsam mit ihrer Mutter während der noch laufenden Dreharbeiten zurück nach München und wurde für die Hochzeitsszene, in der sie nur von hinten zu sehen ist, umbesetzt.
1967 hatte sie, als Erwachsene, noch einmal eine Nebenrolle in einer Folge der im ZDF ausgestrahlten TV-Krimiserie Von null Uhr eins bis Mitternacht.

## Filmografie
- September 1954: Hänsel und Gretel
- Oktober 1954: Rotkäppchen
- 1956: Zärtliches Geheimnis (Alternativtitel: Ferien in Tirol)
- 1957: Vater sein dagegen sehr
- 1967: Von null Uhr eins bis Mitternacht: Der Blumengruß (TV-Serie, eine Folge)